# Патерик
Патерик или отачник је књига која својим садржајем припада жанру аскетске литературе. У старословенском језику се назива отачник. Садржи многобројне приче о монашким подвизима, који имају дидактичку улогу.
Настанак патерика се везује за почетак успостављања монашког живота у Египту ( -  век). У монашким срединама је настао већи број збирки оваквих поука. Најстарији међу њима је Египатски патерик ( -  век). Године 420, Паладије Еленопољски је написао дело ове врсте – Лавсаик. Међу египатским монасима је у  и V веку формирано Слово отаца. Јован Мосх је почетком  века саставио Луг духовни, који је називан Синајским патериком – најстарији потпун препис. Други потпун препис је био Скитски отачник. Папа Гргур I је написао Дијалоге о житију и чудима италијанских отаца и вечности душе.
Отачник је на старословенски језик преведен још у време Ћирила и Методија.
Најстарија посведочена прича из отачника налази се у Супрасаљском зборнику, који је писан у источној Бугарској половином  века.
Један од најстаријих српских сачуваних патерика је рукопис Пећке патријаршије из последње четвртине  века и Патерик Свете Тројице Пљеваљске из  века.